# Gran Premio motociclistico di Svizzera 1952
Il Gran Premio motociclistico di Svizzera fu il primo appuntamento del motomondiale 1952.
Si svolse il 17 e 18 maggio 1952 sul circuito di Bremgarten a Berna, in concomitanza con il GP di Formula 1. In programma le gare delle classi 250, 350, 500 e sidecar (250 e 350 si svolsero il 17, le restanti gare il 18). Furono presenti 60.000 spettatori.
Due incidenti mortali segnarono le gare di 500 e sidecar: nella mezzo litro il britannico Dave Bennett cadde mentre stava lottando per le posizioni di testa, mentre nei sidecar Ercole Frigerio si schiantò contro un albero. Entrambi gli incidenti avvennero alla curva di Eymatt, dove erano già morti in precedenza Achille Varzi, Jader Ruggeri e Omobono Tenni.
In 500 si ritirarono quasi tutti i favoriti, lasciando la vittoria a Jack Brett, che portava al debutto l'AJS E95.
Anche in 250 e 350 vi furono vittorie britanniche: nella quarto di litro vinse Fergus Anderson (alla sua prima vittoria in 250), mentre in 350 vinse Geoff Duke.
Nei sidecar Albino Milani dominò la gara, rispondendo agli attacchi di Smith e Frigerio. È assente Eric Oliver, infortunatosi in una gara non iridata.

## Classe 500
25 piloti alla partenza, 14 al traguardo.

### Arrivati al traguardo
| Pos. | Pilota                | Moto       | Tempo        | Punti |
| ---- | --------------------- | ---------- | ------------ | ----- |
| 1    | Jack Brett            | AJS        | 1h 21' 03" 0 | 8     |
| 2    | Bill Doran            | AJS        | +20" 6       | 6     |
| 3    | Carlo Bandirola       | MV Agusta  | +1' 28" 4    | 4     |
| 4    | Nello Pagani          | Gilera     | +2' 01" 8    | 3     |
| 5    | Rod Coleman           | AJS        | +2' 28" 1    | 2     |
| 6    | Ray Amm               | Norton     | +1 giro      | 1     |
| 7    | Libero Liberati       | Gilera     | +1 giro      |       |
| 8    | Syd Lawton            | Norton     | +2 giri      |       |
| 9    | Willy Lips            | Norton     | +2 giri      |       |
| 10   | Friedel Schön         | Horex      | +2 giri      |       |
| 11   | Hans Wirz             | Triumph    | +3 giri      |       |
| 12   | James William Beevers | Norton     | +3 giri      |       |
| 13   | Massimo Forster       | Norton     | +3 giri      |       |
| 14   | Carletto Bellotti     | Moto Guzzi | +4 giri      |       |

### Ritirati
| Pilota          | Moto      | Motivo ritiro             |
| --------------- | --------- | ------------------------- |
| Reg Armstrong   | Norton    |                           |
| David Bennett   | Norton    | caduta                    |
| Geoff Duke      | Norton    | guasto alla catena        |
| Leslie Harris   | Norton    |                           |
| Umberto Masetti | Gilera    | noie al cambio            |
| Leslie Graham   | MV Agusta | problemi alle sospensioni |
| Alfredo Milani  | Gilera    | noie alla carburazione    |
| Jost Albisser   | Rudge     |                           |
| Werner Gerber   | Horex     |                           |
| Bob Matthews    | Norton    |                           |
| Sidney Mason    | Norton    |                           |

## Classe 350
28 piloti alla partenza, 20 al traguardo.

### Arrivati al traguardo
| Pos. | Pilota        | Moto      | Tempo        | Punti |
| ---- | ------------- | --------- | ------------ | ----- |
| 1    | Geoff Duke    | Norton    | 1h 02' 13" 6 | 8     |
| 2    | Rod Coleman   | AJS       | +53" 0       | 6     |
| 3    | Reg Armstrong | Norton    | +2' 02" 1    | 4     |
| 4    | Jack Brett    | AJS       | +2' 20" 2    | 3     |
| 5    | Syd Lawton    | AJS       | +1 giro      | 2     |
| 6    | Ray Amm       | Norton    | +1 giro      | 1     |
| 7    | Ken Kavanagh  | Norton    | +1 giro      |       |
| 8    | Walter Wanner | AJS       | +2 giri      |       |
| 9    | Paul Fuhrer   | Velocette | +2 giri      |       |
| 10   | Werner Gerber | AJS       | +2 giri      |       |
| 11   | Willy Lips    | Norton    | +2 giri      |       |

### Ritirati
| Pilota      | Moto   | Motivo ritiro |
| ----------- | ------ | ------------- |
| Josef Zuber | Norton | caduta        |

## Classe 250
13 piloti alla partenza, 8 al traguardo.

### Arrivati al traguardo
| Pos | Pilota            | Moto       | Tempo     | Punti |
| --- | ----------------- | ---------- | --------- | ----- |
| 1   | Fergus Anderson   | Moto Guzzi | 57' 23" 0 | 8     |
| 2   | Enrico Lorenzetti | Moto Guzzi | +0' 06" 1 | 6     |
| 3   | Leslie Graham     | Benelli    | +0' 24" 7 | 4     |
| 4   | Alano Montanari   | Moto Guzzi | +3' 24" 8 | 3     |
| 5   | Nino Grieco       | Parilla    | +1 giro   | 2     |
| 6   | Gotthilf Gehring  | Moto Guzzi | +2 giri   | 1     |
| 7   | Carlo Bellotti    | Moto Guzzi | +2 giri   |       |
| 8   | Hermann Gablenz   | Horex      | +2 giri   |       |

### Ritirati
| Pilota      | Moto       | Motivo ritiro       |
| ----------- | ---------- | ------------------- |
| Ewald Kluge | DKW        |                     |
| Luigi Ciai  | Benelli    |                     |
| Bruno Ruffo | Moto Guzzi | rottura del magnete |

## Classe sidecar
25 equipaggi alla partenza, 17 al traguardo.

### Arrivati al traguardo
| Pos | Pilota           | Passeggero        | Moto       | Tempo     | Punti |
| --- | ---------------- | ----------------- | ---------- | --------- | ----- |
| 1   | Albino Milani    | Giuseppe Pizzocri | Gilera     | 54' 54" 3 | 8     |
| 2   | Cyril Smith      | Bob Clements      | Norton     | +5" 4     | 6     |
| 3   | Jacques Drion    | Bob Onslow        | Norton     | +2' 47" 1 | 4     |
| 4   | Ferdinand Aubert | René Aubert       | Norton     | +1 giro   | 3     |
| 5   | Marcel Masuy     | Denis Jenkinson   | Norton     | +1 giro   | 2     |
| 6   | Jean Murit       | André Emo         | Norton     | +1 giro   | 1     |
| 7   | Julius Beer      | Gernot Zingerle   | Norton     | +1 giro   |       |
| 8   | Franz Mohr       | Günter Müller     | BMW        | +1 giro   |       |
| 9   | Fritz Mühlemann  | Marie Mühlemann   | Triumph    | +1 giro   |       |
| 10  | Roland Benz      | Gusti Fischer     | Triumph    | +1 giro   |       |
| 11  | Hermann Böhm     | Karl Fuchs        | Norton     | +1 giro   |       |
| 12  | Andre Reichlin   | n.d.              | Norton     | +2 giri   |       |
| 13  | Heinrich Stamm   | n.d.              | Norton     | +2 giri   |       |
| 14  | Franz Vassen     | n.d.              | Norton     | +2 giri   |       |
| 15  | Josef Suter      | n.d.              | FN         | +2 giri   |       |
| 16  | Renato Prati     | n.d.              | Moto Guzzi | +7 giri   |       |

### Ritirati
| Pilota          | Passeggero   | Moto   | Motivo ritiro |
| --------------- | ------------ | ------ | ------------- |
| Eggenschwiler   | n.d.         | n.d.   |               |
| Jakob Keller    | n.d.         | n.d.   |               |
| Stärkle         | n.d.         | n.d.   |               |
| Wirth           | n.d.         | n.d.   |               |
| Siegfried Vogel | n.d.         | Norton |               |
| Giovanni Carrù  | n.d.         | Carrù  |               |
| Henry Meuwly    | n.d.         | n.d.   |               |
| Ercole Frigerio | Ezio Ricotti | Gilera | incidente     |

## Fonti e bibliografia
- La Nuova Stampa, 18 maggio 1952, pag. 5
- Corriere dello Sport, 19 maggio 1952, pag. 5.
- (DE) Grand Prix 1952 für Autos und Motorräder in Bern, in Der Bund, 19 maggio 1952,  pp. 5-7. URL consultato il 19 gennaio 2022.
- Risultati della 500 su autosport.com, su autosport.com.
- Werner Haefliger, Motogp Results, 1949-2010 Guide, 2011.